# Zentay Dezső
Zentay Dezső, született Hoffman Dezső Gyula (Zenta, 1888. április 27. – Budapest, 1945. december 2.) magyar statisztikus, közíró. 1945-ben rövid ideig a Központi Statisztikai Hivatal vezetője volt. Nevét csak 1945-ben változtatta meg Zentayra Hoffman Dezsőről. A híres Beszélő számok című zsebkönyvsorozat szerzője. A Magyar Nagyothallók Országos Egyesületének az ügyvezető, illetve társelnöke is volt.

## Élete

### Származása és tanulmányai
Hoffmann Sándor és Hubert Ilona gyermekeként született Zentán. Itt, szülővárosában járt középiskolába is és ösztöndíjjal Budapestre került. A fővárosban a Budapesti Tudományegyetemen tanult és 1911-ben államtudományi doktorátust szerzett. Ezt követően Hoffmann rövid ideig egy ügyvédi irodában dolgozott.
Felesége Bereczky Mária Matild volt, akit 1913. szeptember 16-án Budapesten vett nőül.